# Tourville-la-Campagne
Tourville-la-Campagne és un municipi francès situat al departament de l'Eure i a la regió de Normandia. L'any 2007 tenia 864 habitants.

## Demografia

### Població
El 2007 la població de fet de Tourville-la-Campagne era de 864 persones. Hi havia 296 famílies de les quals 36 eren unipersonals (16 homes vivint sols i 20 dones vivint soles), 88 parelles sense fills, 152 parelles amb fills i 20 famílies monoparentals amb fills.
La població ha evolucionat segons el següent gràfic:
Habitants censats

### Habitatges
El 2007 hi havia 328 habitatges, 306 eren l'habitatge principal de la família, 11 eren segones residències i 11 estaven desocupats. Tots els 325 habitatges eren cases. Dels 306 habitatges principals, 283 estaven ocupats pels seus propietaris, 18 estaven llogats i ocupats pels llogaters i 5 estaven cedits a títol gratuït; 6 tenien dues cambres, 29 en tenien tres, 89 en tenien quatre i 182 en tenien cinc o més. 244 habitatges disposaven pel capbaix d'una plaça de pàrquing. A 104 habitatges hi havia un automòbil i a 194 n'hi havia dos o més.

### Piràmide de població
La piràmide de població per edats i sexe el 2009 era:
| Homes | Edats   | Dones |
| ----- | ------- | ----- |
| 0     | 95 o +  | 0     |
| 0     | 90 a 94 | 0     |
| 12    | 85 a 89 | 8     |
| 0     | 80 a 84 | 4     |
| 12    | 75 a 79 | 4     |
| 16    | 70 a 74 | 0     |
| 20    | 65 a 69 | 28    |
| 4     | 60 a 64 | 8     |
| 12    | 55 a 59 | 20    |
| 24    | 50 a 54 | 20    |
| 40    | 45 a 49 | 24    |
| 32    | 40 a 44 | 24    |
| 20    | 35 a 39 | 28    |
| 40    | 30 a 34 | 36    |
| 24    | 25 a 29 | 36    |
| 12    | 20 a 24 | 4     |
| 24    | 15 a 19 | 32    |
| 24    | 10 a 14 | 28    |
| 40    | 5 a 9   | 24    |
| 28    | 0 a 4   | 20    |

## Economia
El 2007 la població en edat de treballar era de 590 persones, 452 eren actives i 138 eren inactives. De les 452 persones actives 427 estaven ocupades (234 homes i 193 dones) i 25 estaven aturades (12 homes i 13 dones). De les 138 persones inactives 50 estaven jubilades, 51 estaven estudiant i 37 estaven classificades com a «altres inactius».

### Ingressos
El 2009 a Tourville-la-Campagne hi havia 319 unitats fiscals que integraven 887 persones, la mediana anual d'ingressos fiscals per persona era de 21.672 €.

### Activitats econòmiques
Dels 19 establiments que hi havia el 2007, 1 era d'una empresa de fabricació d'altres productes industrials, 9 d'empreses de construcció, 1 d'una empresa de comerç i reparació d'automòbils, 2 d'empreses de transport, 2 d'empreses d'hostatgeria i restauració, 3 d'empreses de serveis i 1 d'una empresa classificada com a «altres activitats de serveis».
Dels 10 establiments de servei als particulars que hi havia el 2009, 1 era un paleta, 1 guixaire pintor, 4 fusteries, 2 lampisteries, 1 restaurant i 1 saló de bellesa.
L'any 2000 a Tourville-la-Campagne hi havia 22 explotacions agrícoles que ocupaven un total de 612 hectàrees.

## Equipaments sanitaris i escolars
El 2009 hi havia una escola elemental.

## Poblacions més properes
El següent diagrama mostra les poblacions més properes.